# リトアニアにおけるホロコースト

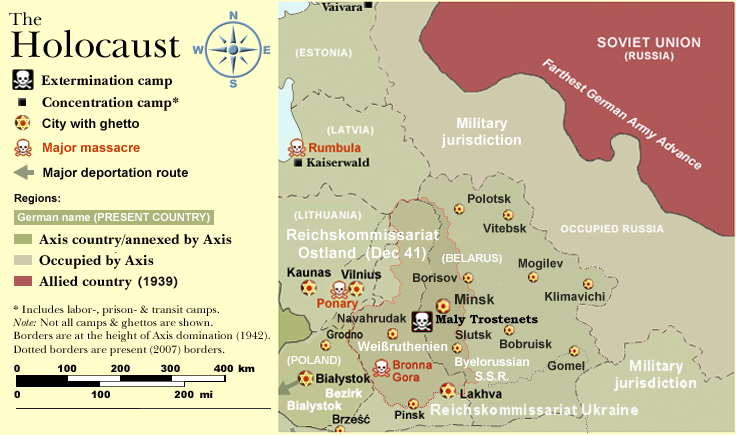
東部戦線におけるホロコーストの状況
----
リトアニアではカウナスとヴィリニュスにゲットーが設置され、ポナリで大虐殺が行われた。

リトアニアにおけるホロコーストは、ナチス・ドイツ占領下のリトアニア（1941年 – 1944年）で起きたホロコースト（ユダヤ人虐殺）のこと。およそ20万8000人から21万人いたリトアニア・ユダヤ人のうち19万5000人から19万6000人が犠牲となり、そのほとんどが1941年6月から12月のあいだに殺害された。
またリトアニア・ユダヤ人以外にも、ヴィリニュスに住むポーランド・ユダヤ人やポーランド（1939年にナチス・ドイツが占領）から亡命してきた者、あるいは西欧諸国からリトアニアに移送されたユダヤ人も犠牲となり、合わせて数万人が殺害された。なお、犠牲者にはユダヤ人以外の者も含まれる。
短期間にこれほど多くの命が失われた例はリトアニア史上ほかにないとも指摘される。
ホロコーストはドイツ本国だけでなく、ドイツが占領したポーランドなどの東欧諸国のほかソヴィエト西部などでも起きており、リトアニアもそこに含まれる。迫害はドイツがリトアニアを占領してから数週間以内に実行された。
リトアニアはナチス・ドイツに占領される前の年にソヴィエト政権に併合されていたが、ナチス・ドイツはこうしたソヴィエト併合の原因はユダヤ人のせいであったとして彼らを非難し、リトアニア人の反ユダヤ主義を煽り立てていった。また、ナチス占領政権がユダヤ人虐殺を計画、準備、実行するにあたりリトアニア人を利用していた点も、ホロコーストを理解する上で重要な要素のひとつである。

## 背景
1940年、ソヴィエト連邦（ソ連）がリトアニアに侵攻、併合した（詳細は「バルト諸国占領」を参照）が、翌年6月22日、ナチス・ドイツがバルバロッサ作戦を開始しソ連に侵攻、独ソ戦が始まる。ナチス・ドイツはリトアニア人からは解放軍として歓迎され、ソ連と戦っていた非正規民兵からの支持を集めた。リトアニア人の多くはドイツによってリトアニアの再独立が認められると信じており、そのためナチス・ドイツが展開していた反ユダヤ主義政策に同調する者もいた。
攻撃を開始したその日のうちにリトアニアを制圧したナチス・ドイツはこうした状況を利用し、リトアニア人行動主義戦線（リトアニア語: Lietuvių aktyvistų frontas、LAF）にリトアニア臨時政府の樹立を認めた。スロヴァキアがナチスによって解放された後に「独立スロヴァキア」として独立が認められたこともあり、当初ナチスはリトアニアに十分な自治権を与えるものと思われていたが、その後ドイツは支配を強めるようになり、1941年8月から9月頃にはより独立志向の強いリトアニア人団体は解散させられた。

## ホロコーストの実行

### 経緯

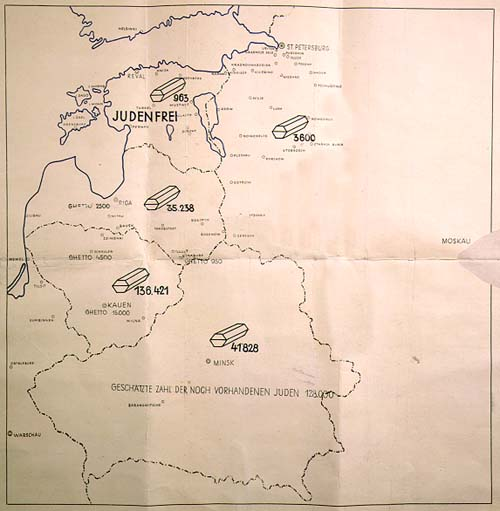
「アインザッツグルッペンAによるユダヤ人処刑」
----
フランツ・ヴァルター・シュターレッカー親衛隊少将の報告書の中にある地図。ユダヤ人殺害の数が示されており、リトアニアでは 136,421 人のユダヤ人を殺したことが示されている。

リトアニアで起きたホロコーストの歴史は3つの段階に分けられる。まずは1941年の夏からその年の末まで、そして1941年12月から1943年3月まで、最後に1943年4月から1944年7月中旬まで、の3段階である 。
ドイツの行動部隊「アインザッツグルッペン」（ドイツ語: Einsatzgruppen）はドイツ陸軍部隊が進軍していくにつれてユダヤ人を組織的に殺害、ドイツが占領して数ヶ月経った1941年末までにはリトアニア・ユダヤ人の多くが殺された。約8万人のユダヤ人が10月までに殺され、そして年末までに約17万5000人が殺害された。この時点では強制収容所はまだ準備段階にあったため、リトアニア・ユダヤ人の大半はゲットーでの居住は強制されず、また強制収容所に送られることもなかった。そのかわり、ユダヤ人たちは居住地の近くで射殺されるなどした。カウナス近郊の第9要塞やヴィリニュス近郊のポナリ（ポーランド語: Ponary、リトアニア語: Paneriai パネレイ）の森などで起きた大量虐殺は有名である。
1942年までの段階で4万5000人のユダヤ人が生き残り、その多くはゲットーや収容所へと送られることとなった。これがリトアニアのホロコーストの第2段階である。リトアニアには主に3か所にゲットーが設置された。1つはヴィルナ・ゲットー（ヴィリニュス・ゲットー）で約2万人が収容、次にコヴノ・ゲットー（カウナス・ゲットー）で1万7500人が収容、そしてシャヴリ・ゲットー（シャウレイ・ゲットー）で5000人が収容された。また、これらよりも小規模なゲットーや労働収容所もシュヴェンチョニースをはじめ国内に数カ所作られた（詳細はゲットーの設置の節を参照）。この頃になるとナチスはドイツ経済を刺激するためユダヤ人に強制労働させるようになり、以前ほど虐殺は行われなくなった。
1943年4月から1944年7月中旬にかけてはゲットーや収容所は解体され、ユダヤ人虐殺は再びナチスの優先事項とされるようになった。
リトアニア・ユダヤ人の虐殺が短期間のうちに実行された背景には2つの要因が考えられる。1つはリトアニア人住民がリトアニアの「脱ユダヤ化」を後押ししたこと、そしてもう1つはドイツによるリトアニアの植民地化計画の存在である。この計画が存在したために、リトアニア・ユダヤ人コミュニティの絶滅政策が優先的に行われることとなった。

### ゲットーの設置
リトアニアでは、以下の16都市にゲットーが設置された。
| 都市名               | リトアニア語表記 | 設置年月日    | 解体年月日     |
| -------------------- | ---------------- | ------------- | -------------- |
| ビルジャイ           | Biržai           | 1941年7月26日 | 1941年8月8日   |
| ブトリモニース       | Butrimonys       | 1941年7月4日  | 1941年9月9日   |
| ヨニシュキス         | Joniškis         | 1941年7月     | 1941年8月      |
| ユルバルカス         | Jurbarkas        | 1941年7月     | 1941年9月      |
| カウナス             | Kaunas           | 1941年7月     | 1944年7月      |
| ケダイネイ           | Kėdainiai        | 1941年8月15日 | 1941年8月28日  |
| ラズディヤイ         | Lazdijai         | 1941年8月20日 | 1941年11月3日  |
| パネヴェジース       | Panevėžys        | 1941年7月7日  | 1941年8月23日  |
| ラセイネイ           | Raseiniai        | 1941年7月     | 1941年8月      |
| シャウレイ           | Šiauliai         | 1941年7月     | 1944年7月      |
| シュヴェンチョニース | Švenčionys       | 1941年7月     | 1943年3月      |
| テルシェイ           | Telšiai          | 1941年9月1日  | 1941年12月24日 |
| ウテナ               | Utena            | 1941年7月14日 | 1941年8月29日  |
| ヴィルカヴィシュキス | Vilkaviškis      | 1941年7月     | 1941年11月     |
| ヴィリニュス         | Vilnius          | 1941年7月     | 1943年9月      |
| ジャガレ             | Žagarė           | 1941年8月2日  | 1941年10月     |

### 犠牲者の数
ドイツ占領以前のリトアニアには約21万人のユダヤ人がいたものと見られている。またリトアニア統計局の資料によれば、リトアニア国内のユダヤ人人口は1941年1月1日の時点で20万8000人とされる。ここから開戦前にソ連国内に移住した者の数（約8,500人）、カウナスやヴィリニュスのゲットーからの逃亡者数（1,500 – 2,000人）、強制収容所が赤軍によって解放された時点で生き残った人の数（2,000 – 3,000人）をそれぞれ差し引くと、ホロコーストの犠牲者は19万5000人から19万6000人であることが算出される。ホロコーストの犠牲者数を正確に算出するのは難しく、これらの数はあくまで推定であり断定はできない。犠牲者数は歴史学者によって16万5000人から25万4000人まで幅広く試算されるが、このうち多く見積もったものにはおそらくリトアニア・ユダヤ人以外の犠牲者も含まれているものと思われている。

## リトアニア人の協力
ナチス・ドイツ当局はリトアニア・ユダヤ人の組織的殺戮を指示、支援し、現地のリトアニア人協力者がその指示のもと計画を実行していった。1941年6月25日、ナチス親衛隊のフランツ・ヴァルター・シュターレッカー少将がカウナス（コヴノ）に到着し、ユダヤ人殺害をあおる内容の演説を行った。演説は当初旧国家公安局の建物で行う予定であったが関係者はそれを拒否、結局彼は街中で演説を行った 。10月15日の報告書の中でシュターレッカーは、先遣隊による行為の事実はうまく隠され、あたかも現地住民が自発的に行ったことであるかのように見せかけることに成功したと書いている。ソヴィエト併合に抵抗していた民族主義者集団のパルチザンは、リトアニアに入るやいなやすぐにドイツ当局と連絡を取り合うようになった。1941年6月25日の夜から26日にかけて、アルギルダス・クリマイティス (Algirdas Klimaitis) 率いる暴徒の群れがカウナスでユダヤ人に対しポグロム（殺戮）を起こし、ナチス保安警察 (SiPo) や親衛隊情報部 (SD) もそれを奨励した。これがナチス占領下のリトアニアで起きた最初のポグロムで、数日のうちに 1,000 人を超すユダヤ人が殺された。なお、このときの被害者の数を 1,500 人とする説や、周辺の都市での犠牲者と合わせて 3,800 人とする説もある。

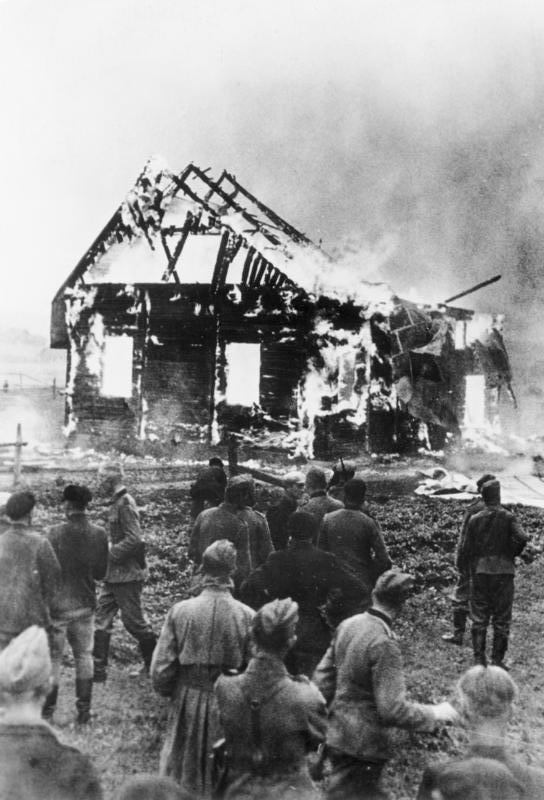
シナゴーグが燃える様子を眺めるドイツ兵と地元住民
----
1941年7月9日に撮影された。

1941年6月24日、ナチスの保安警察や刑事警察の補助機関としてリトアニア保安警察（リトアニア語: Lietuvos saugumo policija）が設立された。リトアニア保安警察は、ユダヤ人やその他ナチス政権にとっての敵対勢力に対して様々な行為を行った。ナチスの司令官は報告書の中で、リトアニア警察隊の「熱意」は自分たちのものより上回ると記している。リトアニア人部隊が関わったものの中で最もよく知られたホロコーストはヴィリニュス（ヴィルナ、ヴィルノ）近郊のポナリ（ポーランド語: Ponary、リトアニア語: Paneriai パネレイ）でリトアニア特別部隊（リトアニア語: Ypatingasis būrys）が起こしたもので、ユダヤ人やポーランド人など合わせて数千人が犠牲となった。またリトアニア労働警護隊もホロコーストに関わった。ナチスの政策に同調したリトアニア人の多くはファシスト団体「鉄の狼」に所属していた。概して言えば、当時の民族主義的なリトアニア政権は「リトアニア民族にとっての潜在的な敵」であるユダヤ人の一掃に関心を寄せており、したがってナチスのホロコースト政策に反対するどころか実際にはむしろそうした政策を取り入れていったのであった 。
リトアニア人がユダヤ人に対するジェノサイドに関与したのにはいくつかの要因が挙げられる。他の中東欧諸国と同様に当時の伝統や価値観には反ユダヤ主義的な要素が含まれていた。また当時のリトアニア人はリトアニア人だけで構成する「純粋な」国民国家を築き上げることを望んでいた。他にも、厳しい経済状況によりユダヤ人の私有財産をめぐって殺害が行われたという側面もあった 。そして何よりユダヤ人はソヴィエト政権に協力していると見られていた。ドイツがリトアニアを支配するまでのあいだ、リトアニアに降りかかった災難のすべてがユダヤ人のせいとされていた。
「ユダヤ・ボリシェヴィズム」 (Jewish Bolshevism) に関するプロパガンダはナチスによって意図的に広められ、リトアニア人の反ユダヤ主義を煽っていった。こうしたプロパガンダはナチス占領以前にもリトアニア行動戦線によっても作られていた。ソヴィエト政権に抵抗していたリトアニア人行動主義戦線は、リトアニア人よりユダヤ人の方がソヴィエト政権の支持者が多いという事実を利用して、こうしたプロパガンダを展開していったのであった。こうしてソヴィエト支配下やその後のリトアニアの災難はすべてユダヤ人のせいだという「神話」が作られていった。当時のリトアニア行動戦線のパンフレットには以下のように書かれていた。
実際、リトアニア人行動主義戦線の中で活動していたアウグスティナス・ヴォルデマラス (Augustinas Voldemaras) を支持する過激派は、人種主義的な「アーリア人の」リトアニア国家建設を心に描いていた。ドイツ占領が始まるにあたりカウナスの新聞『自由のために』は猛烈な反ユダヤ運動を開始、「ユダヤとボリシェヴィズムは同一で、不可分なものの一部分にすぎない」などという表現を用いてユダヤと共産主義が同一であるという人々の認識を強めた。
比較的多くの現地住民、現地機関がリトアニア・ユダヤ人コミュニティの破壊に関与したことは、リトアニアのホロコーストを特徴づける重要な要素のひとつである。
もちろん全てのリトアニア人がユダヤ人殺害を支持していたわけではない。約300万人の人口（そのうち 80 % がリトアニア人）のうち数千人が殺害に関わったが、他方でユダヤ人保護のために危険を冒した者も数百人いた。戦後、イスラエル政府はユダヤ人救出のために危険を冒した 723 名のリトアニア人に対して「諸国民の中の正義の人」の称号を与えている。なおこの称号は、当時リトアニアでユダヤ人に査証を発行したことで知られる杉原千畝にも送られている。また、多くのポーランド系住民もユダヤ人保護の手助けをした。彼らを救おうとして危険を冒したリトアニア人やポーランド人はナチスからの迫害を受け、また多くの場合処刑された。

## ユダヤ人の協力
ホロコーストの背景には、ドイツ人やリトアニア人のほかにユダヤ人自身による事件への関与もあった。
ゲットーの中では「ユダヤ警察」と呼ばれるユダヤ秩序維持隊が秩序の維持にあたっており、彼らはドイツ人からの指令を直接実施する立場にいた。カウナスのゲットーでは 60 人のユダヤ警察官が存在していた。
またヴィリニュスのゲットーではナチス・ドイツによってユダヤ長老会（ユーデンラート）というユダヤ人の自治機関が設置されたが、これは名目上は地域のユダヤ社会を代表する評議会ではあったものの実質的にはドイツ当局の指令を実行に移すための組織であったことから、「ユダヤ人絶滅プロセスに加担して、ユダヤ人を裏切った組織」であると指摘される。彼らはどのユダヤ人を絶滅拠点に移送するかを記したリストの作成まで行っていた。
ただし彼らは自民族の根絶を目的に行動していたわけではなく、あくまでユダヤ人を救うためナチスに協力せざるを得なかったのであった。例えばヴィリニュスのユダヤ長老会議長兼ユダヤ警察長のヤクフ・ゲンスは、
と証言している。すなわち彼は、ユダヤ社会全体を救うためにはその一部の犠牲はやむを得ないと考えていたのであった。

## 事件後の議論
1941年夏に始まったリトアニアでのジェノサイドは「ユダヤ人問題の最終的解決」を実行した最初期の例であると歴史学者は見ている。実際、ドイツによるホロコースト政策はリトアニアから始まったと指摘する者もいる（他方で、ホロコーストは第二次世界大戦が開始した1939年9月に始まったとする見方もあり、また1938年にドイツ各地で起きた、いわゆる「水晶の夜」をもってホロコーストが始まったとする学説もある。さらにオンライン百科事典の "Jewish Virtual Library" に至ってはホロコーストの発端を1933年のヒトラー総統就任にまでさかのぼる）。
ソヴィエト政府は、政治的理由から、ユダヤ人が受けた苦難を少なく見積もってきた。リトアニアやその他ソ連各地にあった記念碑にはユダヤ人の犠牲に関する言及はなく、これらはただ「現地住民」の苦難を追悼するためのものとされた。そしてユダヤ人迫害のためにナチスに協力した者や罪を犯した者が厳しく処罰されることはなかった。
1990年に独立回復宣言をし、翌年にソ連からの独立を回復したリトアニアでは、リトアニア人のホロコースト関与をめぐる議論は起こされにくい状況にあった。ナショナリストらは勇敢にソヴィエトに抵抗してきた「英雄」たちの歴史を強調したが、他方で対ソヴィエト抵抗運動に関わったパルチザンのメンバーの一部はナチスの協力者でもあり、リトアニア・ユダヤ人の殺害にも携わっていたのであった。冷戦後のリトアニア政府はホロコーストの犠牲者を追悼し、反ユダヤ主義と戦い、そしてナチス時代の戦争犯罪を裁く旨の声明を何度も出している。ソヴィエト・ユダヤ全国会議（英語: The National Conference on Soviet Jewry、NCSJ）は「リトアニアはナチ・ジェノサイドに協力したリトアニア人の訴追に関する法整備において、ゆっくりだが重要な進展を遂げている」と評価している。また、旧ソ連諸国の中でリトアニアは、ホロコーストに関連する土地の保存、記録に関する法律を制定した初めての国となった。1995年、アルギルダス・ブラザウスカス大統領はイスラエル議会で演説を行い、リトアニア人がホロコーストに関わったことについてユダヤ人に公式に謝罪した。2001年9月20日、リトアニアのホロコースト60周年を記念するリトアニア議会で、アルフォンサス・エイディンタス次期イスラエル駐在リトアニア大使がリトアニア・ユダヤ人の絶滅に対する責任に言及した。
リトアニアはこの問題を長引かせている、との批判もなされる。例えば、2001年にサイモン・ウィーゼンタール・センター (Simon Wiesenthal Center、以下、SWC) 所長のエフライム・ズロフ (Efraim Zuroff) が、リトアニア政府はホロコーストに関与したリトアニア人の訴追に対して消極的であると非難している。2002年には SWC がリトアニア政府の取り組みに不満を表し、戦争犯罪人の訴追につながる証言者に懸賞金を提供する「Operation Last Chance」運動を開始した。リトアニアや他の旧ソ連諸国ではこれに対して反対運動も行われるなど、物議を醸した。近年では、リトアニアの戦争犯罪人が裁判で審理されることになった際に SWC がその行方を特に重要視していたが、2008年、SWC は年間報告書の中で、リトアニアの司法機関がホロコーストの犯罪人に対して処罰を下さず、何ら状況は進展していないと指摘している。
リトアニア人の記憶の中で、ホロコーストをどう位置づけるかについてはほとんど議論されてこなかった。数百人から数千人のリトアニア人が個人的にあるいは職務として自らホロコーストに関与した明らかな証拠があるにもかかわらず、リトアニア人は長らく集団としてのホロコースト関与を否定してきており、実際ジェノサイドに関与したリトアニア人は歴史の中の極端な例外として扱われてきた。アルフォンサス・エイディンタスやヴァレンティナス・ブランディシャウスカス (Valentinas Brandišauskas) 、アルーナス・ブブニース (Arūnas Bubnys) などによる研究よりここ20年間リトアニアの歴史研究はソヴィエトの研究と比較して大きく改善され、欧米やユダヤの歴史研究者からは好評価を得たが、それでも当時の記憶やその時の出来事に関する議論はユダヤ人による研究とリトアニア人による研究のあいだでかなり異なる。リトアニアの歴史学者によれば、リトアニア人行動主義戦線やリトアニア臨時政府の役割、あるいはリトアニア人市民の自主的な関与をめぐって今日まで議論は続いている。